# Кельменецький цукровий завод
Кельменецький цукровий завод — підприємство харчової промисловості в селі Нелипівці Кельменецького району Чернівецької області, припинило своє існування.

## Історія
Будівництво заводу на осушенном болоті на околиці районного центру Кельменці, недалеко від села Нелипівці і поруч із залізничною станцією Ларга почалося в 1953 році у відповідності з п'ятим п'ятирічним планом розвитку народного господарства СРСР. У 1959 році завод і заводська ТЕЦ були введені в експлуатацію. 13 січня 1959 року завод виробив першу партію цукру-піску.
В цей час в Нелипівцях знаходилася центральна садиба колгоспу "Прогрес" (для забезпечення потреб заводу в наступні роки збільшено посіви буряків). Для забезпечення підвозу до заводу сировини, вирощеної іншими бурякорадгоспами області, поряд з заводом побудована велика автобаза (надалі - АТП-17738).
Для вивезення готової продукції від станції Ларга до заводу прокладена залізнична гілка довжиною 10 км.
Разом з заводом побудовано робоче селище для працівників підприємства з дво - і триповерховими житловими будинками, асфальтованими вулицями, водопроводом, заводським Палацом культури, кінотеатром, торговими і комунально-побутовими підприємствами, пізніше тут збудовано двоповерховий дитячий садок, школу, аптеку, обладнано вуличне освітлення. 
Продукція заводу постачалася в усі республіки СРСР, а також експортувалася в Індію, Фінляндію і на Кубу.
Наприкінці 1980-х років загальна чисельність робітників заводу становила 1100 осіб.
У радянський час завод входив у число найбільших підприємств райцентру та району, а також був новітнім підприємством цукрової промисловості на території області (єдиним, який мав можливість працювати круглий рік).
Після проголошення незалежності України становище ускладнилося - частина залізничної лінії від станції Ларга до заводу виявилася на території Молдови. Крім того, після ліквідації у 1990-ті роки колгоспів посіви буряків в області суттєво скоротилися і виникли проблеми із забезпеченням заводу сировиною (яку відтепер доводилося підвозити автомобільним транспортом).
В жовтні 1995 року Кабінет Міністрів України затвердив рішення про приватизацію АТП-17738 і цукрового заводу, в подальшому державне підприємство перетворено у відкрите акціонерне товариство. До 5 березня 1999 року завод знаходився у веденні Фонду державного майна України.
16 квітня 1999 року за позовом акціонерного комерційного банку "Україна" суд Чернівецької області порушив справу № 6/189-121/б про банкрутство заводу. У 2000 році завод припинив випуск цукру. Надалі, підприємство не функціонувало, хоча "в документах" офіційно існувало до 2004 року. В цілому, за весь час діяльності завод переробив 7,5 млн. тонн цукрових буряків і справив більше 800 тис. тонн цукру.
Банкрутство Кельменецького цукрового заводу ускладнило становище цілого ряду підприємств і організацій Кельменецького та сусідніх з ним районів Чернівецької області (після банкрутства заводу залишилися непогашені борги перед постачальниками буряку).
Надалі, завод був розібраний на металобрухт.